# Bukurešťský mír (1918)

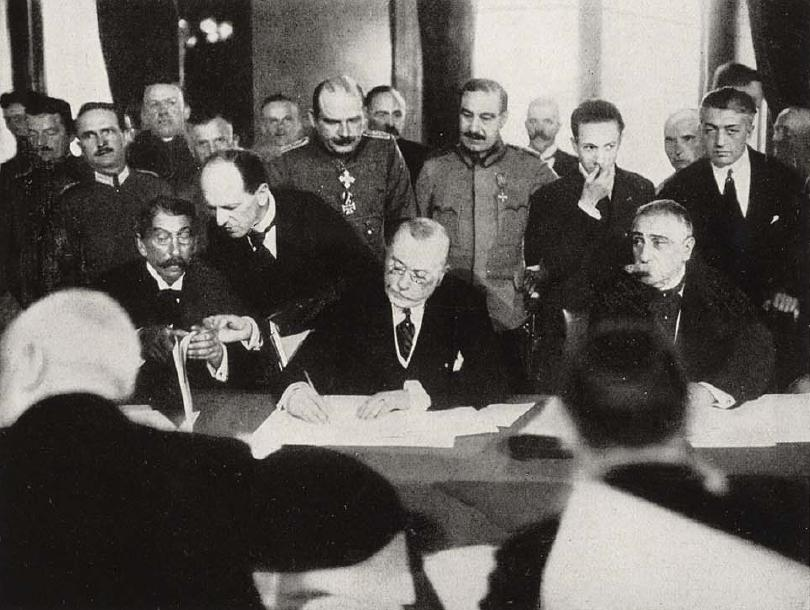
Rumunský premiér Alexandru Marghiloman (uprostřed) při podpisu mírové smlouvy

Bukurešťský mír byl podepsaný 7. května 1918 zástupci Centrálních mocností a poraženého Rumunska. Po uzavření Brestlitevského míru ukončoval z pohledu Centrálních mocností první světovou válku na východní frontě. Rumunsko bylo donuceno vzdát se ve prospěch Bulharska Dobrudži a strategických karpatských průsmyků ve prospěch Rakousko-Uherska. Dále se Rumunsko zavázalo k nevýhodným hospodářským koncesím. Centrální mocnosti měly Rumunsku zabavit dva a půl milionu tun obilí a většinu lokomotiv. Na 30 let muselo Rumunsko své ropné vrty i těžbu zemního plynu pronajmout Německu a německé a rakousko-uherské společnosti získaly zásadní vliv i ve všech dalších klíčových hospodářských odvětvích.

Smlouvu v paláci Cotroceni v Bukurešti podepsali za rumunskou stranu ministerský předseda Alexandru Marghiloman a ministr zahraničí Constantin C. Arion, za rakousko-uherskou ministr zahraničí István Burián, za Osmanskou říši ministr zahraničí Ahmed Nessimy Bey, za Bulharsko premiér Vasil Radoslavov a za Německo Státní sekretáři říšské kanceláře pro zahraniční záležitosti, Richard von Kühlmann.

Rumunský král Ferdinand I. však mírovou smlouvu odmítl podepsat a po zhroucení Centrálních mocností na podzim téhož roku Rumunsko 10. listopadu znovu vyhlásilo Německu válku.